# Patricio Polic
Patricio António Polic Orellana (Peñalolén, Chile, 30 de octubre de 1972) es un exárbitro de fútbol chileno de origen croata.

## Carrera en el fútbol
Patricio ha dirigido como árbitro en la Primera División de Chile, Copa Chile, Copa Libertadores de América, Copa Sudamericana.
Hizo parte del grupo de árbitros que estuvieron en la Copa Mundial de Fútbol Sub-20 de 2011, aunque estuvo de cuarto árbitro en varios partidos.
En 2003, luego de favorecer claramente al club Universidad Católica durante un partido de Copa Sudamericana, que le costó la eliminación a Provincial Osorno, se le quitó el nombramiento de árbitro FIFA (categoría que recuperaría más tarde) y la justicia chilena le procesó por violar la ley de violencia en los estadios. El auto de procesamiento por ley de violencia en los estadios fue revocado por la Corte de Apelaciones de Valdivia el 5 de febrero de 2004, por cuanto no se justificó la existencia del delito ni aparecieron presunciones fundadas para estimar que tuviese participación como autor. Además, ese mismo mes fue suspendido por 8 meses por la Confederación Sudamericana de Fútbol debido al arbitraje. Tras su retiro, señaló que «Lamentablemente salió perjudicado un equipo por malas decisiones arbitrales, no solamente mías, donde hubo situaciones que fueron más allá de lo normal por gente. Pero lamentablemente las decisiones que uno toma son en décimas de segundo (...) Cuando nos equivocamos, fue por que estuve mal ubicado o tomé malas decisiones. Son muchas las cosas que pasan por la mente de un árbitro, pero nunca de mala forma».
Además de sus labores como árbitro, es profesor de educación física y de balonmano en la ciudad donde reside (Concepción) en colegios particulares como el colegio Francés, etc.